# 比尔·克洛斯
威廉·托马斯·克洛斯（英語：William Thomas Closs，1922年1月8日—2011年6月6日），美国NBA联盟前职业篮球运动员。